# Rafael Errázuriz Urmeneta

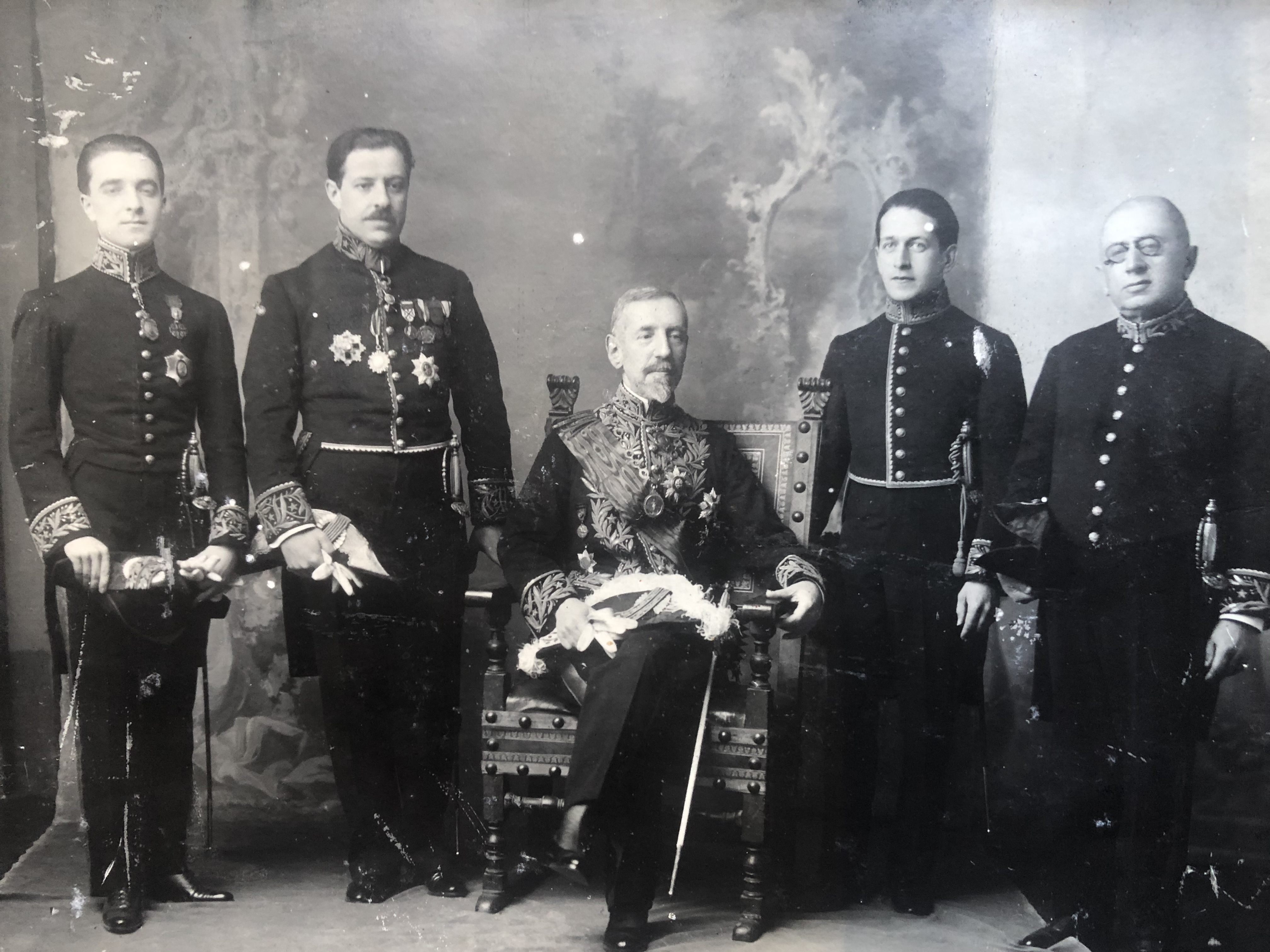
Embajada de Chile ante la Santa Sede en 1920: (de izquierda a derecha) Antonio Rodriguez Bafico, 2do Secretario; Álvaro Baeza Yávar, Consejero; Rafael Errázuriz Urmeneta, Embajador; Sergio Montt Rivas, 1er Secretario; y Carlos Fernández Concha, Agregado

Rafael Valentín Errázuriz Urmeneta (Santiago, 10 de agosto de 1861 - Roma, Italia, 26 de diciembre de 1923) fue un abogado, político conservador, diplomático, escritor, y agricultor chileno.

## Primeros años de vida
Hijo de Maximiano Errázuriz Valdivieso y Amalia Urmeneta Quiroga. Se casó en 1889 con Elvira Valdés Ortúzar.
Educado en el Instituto Nacional y la Universidad de Chile, donde logró su grado de abogado, el 12 de agosto de 1881.

## Labor empresarial

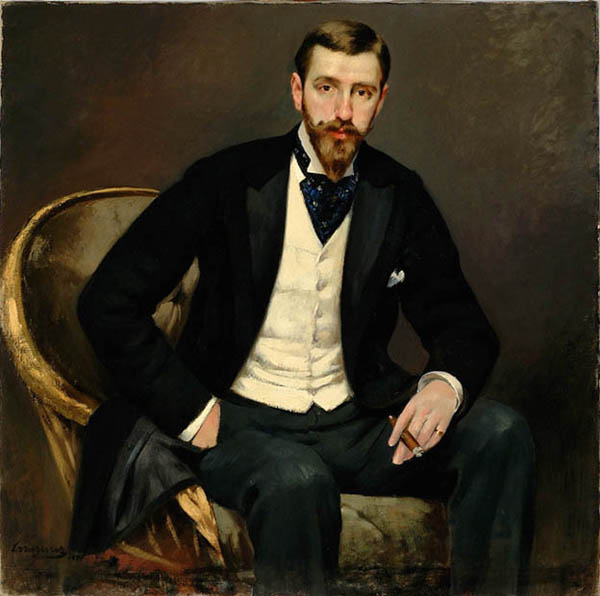
Retrado de Rafael en 1891, pintado por su hermano, José Tomás Errázuriz

Empresario propietario de la fundición y maestranza de Guayacán (Coquimbo), copropietario de Molinos San Cristóbal (Santiago), los que adquirió en 1880. Se convirtió en periodista colaborando en los diarios "La Unión" de Valparaíso y "El Independiente" de Santiago. 
Administrador y posterior dueño del mineral de Tamaya, donde su abuelo, José Tomás Urmeneta había hecho gran fortuna. Administró y dirigió la fundición de Tongoy y de Guayacán, además del establecimiento carbonífero de Lebu.
No solo fue un rico minero, sino que destacó también en la actividad vitivinícola, aumentando de 300 a 700 hectáreas plantadas de viñas en los faldeos de la Hacienda Panquehue.

## Labor política

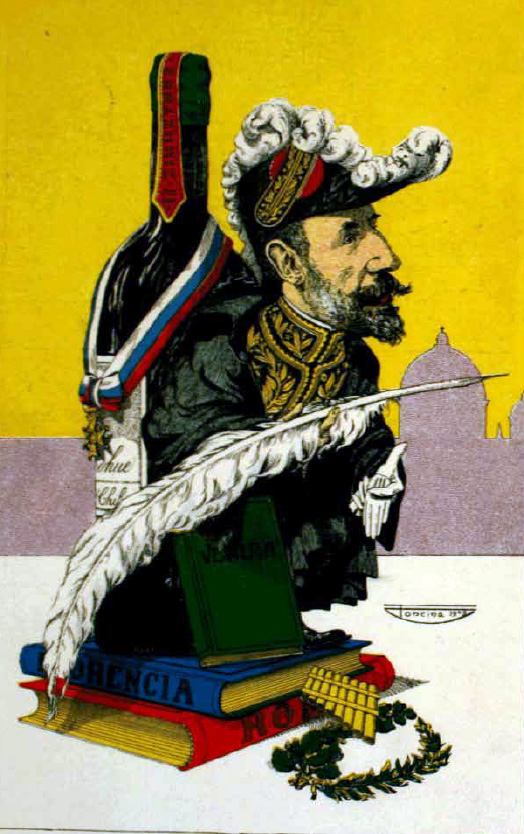
Caricatura Rafael Valentín Errázuriz Urmeneta (1910).

### Diplomático
Miembro de la Dirección del Museo Nacional de Bellas Artes (1895). Embajador de Chile ante la Santa Sede (1907-1921), siendo militante del Partido Conservador. Delegado al Congreso de Orientaciones de Atenas (1912). 

### Ministro
- Ministro de Relaciones Exteriores, Culto y Colonización (1899-1900).
- Subrogante de Interior (1900).
- Titular del Ministerio del Interior (enero-abril de 1904).
- Ministro de Industria y Obras Públicas (marzo de 1904).

### Parlamentario
- Diputado por Ovalle, Combarbalá e Illapel (1888-1891). Integró la comisión permanente de Gobierno y Relaciones Exteriores. Tras la revolución de 1891 en la cual fue partidario del presidente José Manuel Balmaceda, se alejó de la política hasta 1894.
- Diputado por Arauco, Lebu y Cañete (1894-1897), siendo parte de la comisión permanente de Hacienda e Industria.
- Diputado por Laja, Nacimiento y Mulchén (1897-1900), volvió a integrar en este período la comisión de Gobierno y Relaciones Exteriores.
- Senador por Aconcagua (1900-1906). Integró la comisión permanente de Gobierno y Relaciones Exteriores, y la de Industria y Obras Públicas.